# UN-Goodwill-Botschafter

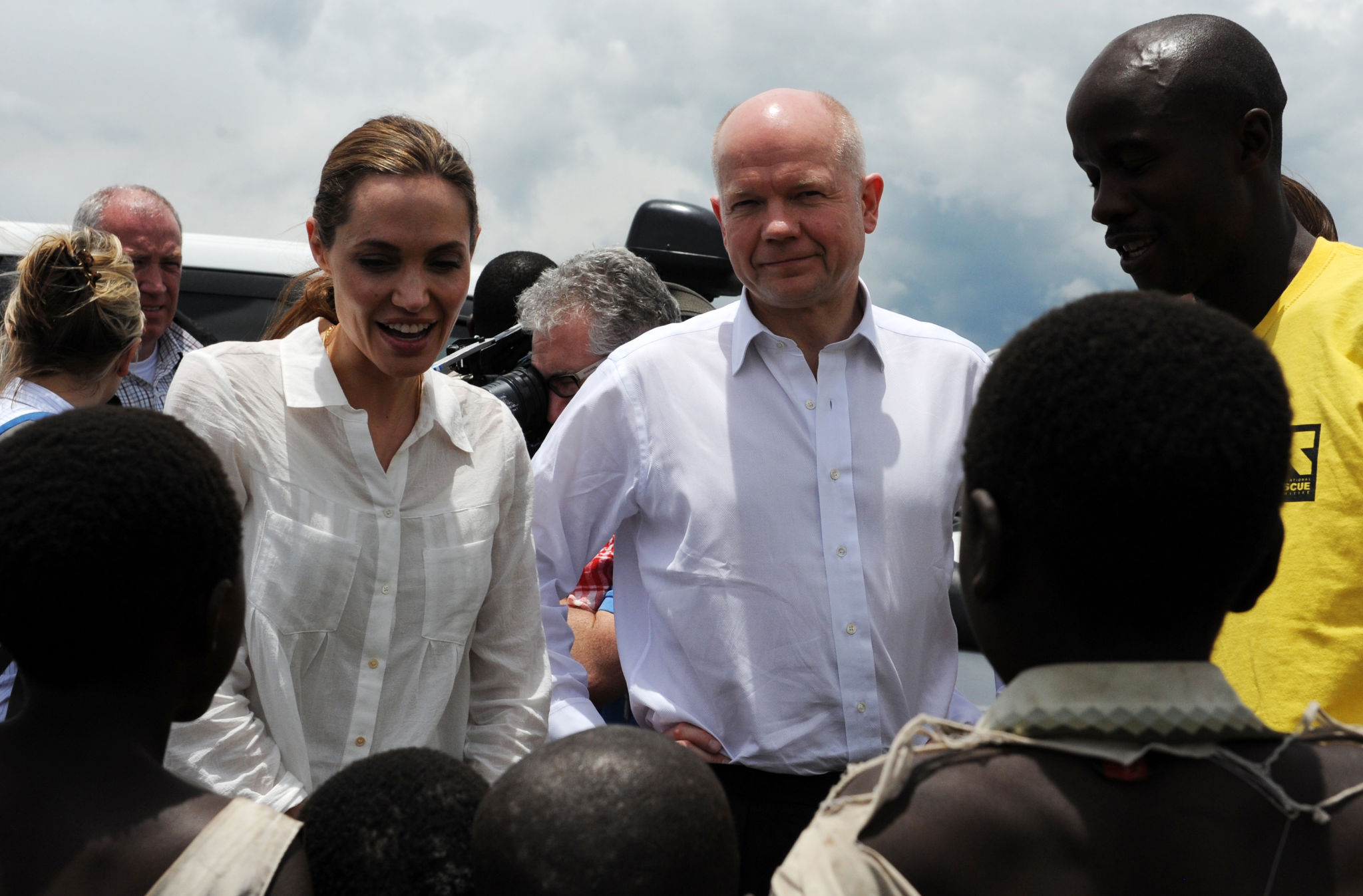
Die langjährige UNHCR-Goodwill-Botschafterin Angelina Jolie beim Besuch eines Flüchtlingscamps in Nzolo (2013)

UN-Goodwill-Botschafter (engl. United Nations Goodwill Ambassadors) sind Prominente aus den unterschiedlichsten Gesellschaftsfeldern, die sich ehrenamtlich für die Ziele der Vereinten Nationen und ihrer Unterorganisationen einsetzen und ihre Berühmtheit dazu nutzen, für deren Anliegen zu werben. Sie werden zu Goodwill-Botschaftern (engl. Goodwill Ambassadors), UN-Goodwill-Anwälten (engl. Advocates) UN-Goodwill-Schirmherren (engl. Patrons) und Sondergesandten (engl. Special Envoy) ernannt. Von den nationalen Vertretungen der Organisationen werden auch Goodwill-Botschafter ernannt.
Die UN-Goodwill-Botschafter sind zu unterscheiden von den UN-Sonderbeauftragten, den UN-Sonderberatern, den UN-Sondergesandten und den UN-Sonderberichterstattern, die professionelle Diplomaten im Auftrag des UN-Generalsekretärs sind. UN-Botschafter des Friedens sind wie die Goodwill-Botschafter „Zivilisten“, diese haben aber durch ihr Amt einen Diplomatenstatus.

## Allgemeines

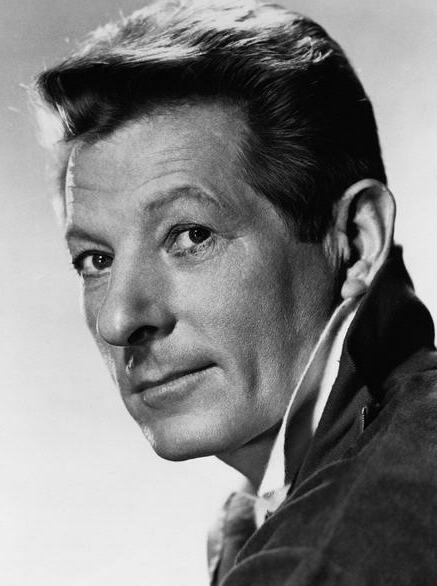
Danny Kaye wurde 1954 zum ersten UN-Goodwill-Botschafter für UNICEF ernannt.

UN-Goodwill-Botschafter sind gemäß der Definition der Dag-Hammarskjöld-Bibliothek herausragende Persönlichkeiten, die sorgsam aus den Bereichen Kunst, Literatur, Wissenschaften, Unterhaltung, Sport oder anderen Feldern ausgewählt werden und die sich bereit erklärt haben zu helfen, weltweit die Aufmerksamkeit auf die Arbeit der Vereinten Nationen zu richten. Unterstützt durch die höchste Auszeichnung, die der UN-Generalsekretär an einen Weltbürger vergeben kann, bringen diese Prominenten ihre Zeit, ihre Talente und ihre Leidenschaft ein, um die Beachtung der Arbeit der Vereinten Nationen zu steigern, die das Leben von Milliarden von Menschen auf der ganzen Welt verbessern soll.
Alle Organisationen und Programme der UN können zur Öffentlichkeitsarbeit für ihre Missionen Goodwill-Botschafter benennen, die dann von der UN ernannt werden. Das größte UN-Programm ist UNICEF, das schon über 300 Botschafter rund um die Welt mit Zuständigkeit für bestimmte Länder oder Regionen im Einsatz hatte. 1954 war der Schauspieler Danny Kaye zum ersten UN-Goodwill-Botschafter ernannt worden.
Die gegenwärtig bekannteste UN-Goodwill-Botschafterin ist Angelina Jolie, die von 2012 bis 2022 als Sonder-Gesandte für den UNHCR tätig war. In dieser Funktion hieß sie offiziell „Ambassador Angelina Jolie“ und wurde als „Her Excellency Angelina Jolie“ angesprochen, während die meisten anderen UN-Goodwill-Botschafter als „Honorable“ angesprochen werden und ihren Titel „postnominal“ tragen.

## United Nations Educational, Scientific and Cultural Organization (UNESCO)
Goodwill-Botschafter der Organisation der Vereinten Nationen für Bildung, Wissenschaft und Kultur (Stand Dezember 2022):
- Ara Abramjan (Russland), internationaler Geschäftsmann und Förderer zivilgesellschaftlicher Projekte
- Luigi Toscano, Fotograf und Filmemacher
- Valdas Adamkus, ehemaliger Präsident Litauens, seit September 2003 Ambassador for the Construction of Knowledge Societies[11]
- Mehriban Aliyeva, First Lady Aserbaidschans
- Christiane Amanpour (Vereinigtes Königreich), Journalistin
- Yalitza Aparicio (Mexiko), Schauspielerin
- Metin Arditi (Schweiz), Autor
- Chantal Biya, First Lady Kameruns
- Serhij Bubka (Ukraine), ehemaliger Weltrekordhalter im Stabhochsprung und heutiger Sportfunktionär
- Claudia Cardinale (Italien), Schauspielerin
- Caroline von Hannover, Mitglied der fürstlichen Familie Monacos
- Maha al-Khalil Chalabi (Libanon), Kulturmanagerin
- Esther Coopersmith (USA), ehemalige Politikerin und Diplomatin
- Dana Firas von Jordanien, Mitglied der königlichen Familie Jordaniens
- Tan Dun (VR China), Komponist und Dirigent
- Miguel Angel Estrella (Argentinien), klassischer Pianist
- Wjatscheslaw Alexandrowitsch Fetissow (Russland), ehemaliger Eishockeyspieler, zweifacher Olympiasieger
- Vigdís Finnbogadóttir, ehemalige Präsidentin Islands
- Firyal von Jordanien, Mitglied der königlichen Familie Jordaniens
- Sen Sōshitsu XV. (Japan), Philosoph
- Nizan Guanaes (Brasilien), Medien-Unternehmer
- Herbie Hancock (USA), Jazz-Pianist, Bandleader und Komponist
- Bahiya al-Hariri (Libanon), Politikerin
- Vitaly Ignatenko (Russland), Journalist und langjähriger Leiter der Nachrichtenagentur ITAR-TASS
- Jean Michel Jarre (France), elektroakustischer Musiker
- Nasser David Khalili (Vereinigtes Königreich), Wissenschaftler und Unternehmer
- Deeyah Khan (Norwegen), Musikerin und Filmemacherin
- Mwai Kibaki, ehemaliger Präsident Kenias
- Marc Ladreit de Lacharrière (Frankreich), Geschäftsmann
- Lalla Meryem von Marokko, Mitglieder der königlichen Familie Marokkos
- Maha Chakri Sirindhorn, Mitglied der königlichen Familie Thailands
- Jean Malaurie (Frankreich), Geomorphologe, Ethnologe und Eskimologe
- María Teresa von Luxembourg, Mitglied der großherzoglichen Familie Luxemburgs
- Denis Leonidowitsch Mazujew (Russland), klassischer Pianist
- Maria Francesca Merloni (Italien), Autorin
- Oskar Metsavaht (Brasilien), Designer und Umweltaktivist
- Vera Michalski-Hoffman (Schweiz), Verlegerin
- Vik Muniz (Brasilien), Künstler
- Kitín Muñoz (Spanien), Forschungsreisender
- Alexandra Ochirova (Russland), Autorin und Politikerin
- Ute-Henriette Ohoven (Deutschland), Kinderschutzaktivistin
- Kim Phuc Phan Thi (Vietnam), Friedensaktivistin
- Susana Rinaldi (Argentinien), Tangosängerin
- Ser Hedva (Frankreich), Plastikerin
- Mintimer Scharipowitsch Schaimijew (Russland), Politiker
- Musa bint Nasser al-Missned, Mitglied der königlichen Familie Katars
- Jackie Silva (Brasilien), ehemalige Volleyballspielerin
- Hayat Sindi (Saudi-Arabien), Pharmakologin
- Sumaya bint al-Hassan, Bildungsmanagerin, Mitglied der königlichen Familie Jordaniens
- Salif Traoré (Elfenbeinküste), Sänger
- Surab Zereteli (Georgien), Bildhauer und Architekt
- Giancarlo Elia Valori (Italien), Unternehmer
- Marianna Vardinogianni (Griechenland), Kinderschutzaktivistin
- Sunny Varkey (Indien), Unternehmer
- Milú Villela (Brasilien), Psychologin
- Forest Whitaker (USA), Schauspieler und Regisseur

## United Nations Population Fund (UNFPA)
Goodwill-Botschafter des Bevölkerungsfonds der Vereinten Nationen (Stand Dezember 2022):

### Schirmherrin
- Mary von Dänemark, Mitglied der königlichen Familie Dänemarks

### Botschafter
- Catarina Furtado (Portugal), TV-Moderatorin, Schauspielerin
- Ashley Judd (USA), Schauspieler und Autor
- Isha Sesay (Sierra Leone), Journalist, Autor und Anwalt
- Natalia Vodianova (Russland), Modell
- Basma bint Talal, Mitglied der königlichen Familie Jordaniens
- Sangay Choden, Mitglied der königlichen Familie Bhutans

## United Nations High Commissioner for Refugees (UNHCR)
Goodwill-Botschafter des Flüchtlingshochkommissars der Vereinten Nationen (Stand Dezember 2022):

### Ehrenbotschafterin auf Lebenszeit
- Barbara Hendricks (USA/Schweden), klassische Sängerin

### Botschafter
- Ben Stiller (USA), Schauspieler
- Cate Blanchett (Australien), Schauspieler
- Helena Christensen (Dänemark), Modell
- Khaled Hosseini (USA/Afghanistan) Autor
- Neil Gaiman (Großbritannien) Autor
- Yusra Mardini (Syrien/Deutschland) Sportlerin

## Organisation der Vereinten Nationen für industrielle Entwicklung (UNIDO)
Goodwill-Botschafter der Organisation der Vereinten Nationen für industrielle Entwicklung (Stand Dezember 2022):
- Veronika Peshkova (Russland), Finanzmanagerin
- Elisabetta Lattanzio Illy (Italien), Journalistin und Photographin
- Marc Van Montagu (Belgien), Molekularbiologe
- Marie-Louise Coleiro Preca, ehemalige Präsidentin Maltas
- Helen Hai (China), Wirtschaftsmanagerin

## World Health Organisation (WHO)
Goodwill-Botschafter der Weltgesundheitsorganisation (Stand Dezember 2022):
- Alisson Becker (Brasilien), Fußballtorhüter, Ambassador for Health Promotion
- Natália Loewe Becker (Brasilien), Ärztin, Ambassador for Health Promotion
- Michael R. Bloomberg (USA), Unternehmer und Politiker, Ambassador for Noncommunicable Diseases and Injuries
- Gordon Brown (Großbritannien), ehemaliger Premierminister Großbritanniens, Ambassador for Global Health Financing
- Ray Chambers (USA), Finanz-, Kunst- und Sportmanager, Ambassador for Global Strategy and Health Financing
- James Chau (Großbritannien), Fernsehjournalist, Ambassador for Sustainable Development Goals and Health
- Didier Drogba (Elfenbeinküste), ehemaliger Fußballer, Ambassador for Sports and Health
- Cynthia Germanotta (USA), Unternehmerin, Aktivistin, Ambassador for Mental Health
- The Lacks Family (USA), Nachkommen von Henrietta Lacks, einer an Zervixkarzinom verstorbenen Patientin, deren Zellen ohne ihr Wissen als erste unsterbliche menschliche Zelllinie kultiviert wurde, Ambassadors for Cervical Cancer Elimination
- Peng Liyuan (China), Sängerin, Ehefrau des chin. Staatspräsidenten Xi Jing Ping, Ambassador for Tuberculosis and HIV/AIDS
- Yōhei Sasakawa (Japan), Wirtschaftsmanager, Ambassador for Leprosy Elimination
- Keizō Takemi (Japan), Politologe und Politiker, Ambassador for Universal Health Coverage
- Ellen Johnson Sirleaf, ehemalige Präsidentin Liberias, Ambassador for the Health Workforce von 2019 bis 2020, seither Advocate

## United Nations Children’s Fund (UNICEF)
Goodwill-Botschafter des Kinderhilfswerks der Vereinten Nationen (Stand Dezember 2022):
- Muzoon Almellehan (Syrien), Bildungsaktivistin
- Amitabh Bachchan (Indien), Schauspieler und Sänger
- Ishmael Beah (Sierra Leone), Autor und Menschenrechtsaktivist, UNICEF Advocate for Children Affected by War
- David Beckham (Großbritannien), ehemaliger Fußballspieler
- Harry Belafonte (USA), Sänger, Schauspieler, Menschenrechtsaktivist
- Orlando Bloom (Großbritannien), Schauspieler
- Jackie Chan (China), Schauspieler und Martial-Arts-Experte
- Priyanka Chopra (Indien), Schauspielerin und Sängerin
- Myung-Whun Chung (Südkorea), Dirigent
- Judy Collins (USA), Sängerin und Songwriterin
- Mia Farrow (USA), Schauspielerin
- Danny Glover (USA), Schauspieler und Produzent
- Whoopi Goldberg (USA), Schauspielerin, Autorin
- Maria Guleghina (Ukraine), Opernsängerin
- Angélique Kidjo (Benin), Sängerin und Songwriterin
- Yuna Kim (Südkorea), ehemalige Eiskunstläuferin
- Tetsuko Kuroyanagi (Japan) Schauspielerin und Autorin
- Femi Kuti (Nigeria) Sänger und Musiker
- Ricky Martin (USA), Popsänger
- Shakira Mebarak (Kolumbien), Sängerin und Songwriterin
- Lionel Messi (Argentinien), Fußballspieler
- Nana Mouskouri (Griechenland), Sängerin
- Liam Neeson (Irland), Schauspieler
- Katy Perry (USA), Sängerin
- Rania von Jordanien, Königin Jordaniens,Eminent Advocate
- Vanessa Redgrave (Großbritannien), Schauspielerin
- Sebastião Salgado (Brasilien), Photojournalist
- Lilly Singh (Kanada), indigene Comedian, Schauspielerin und Sängerin
- Maria Teresa von Luxemburg, Großherzogin Luxemburgs
- Maxim Vengerov (Russland), Geiger und Dirigent
- Serena Williams (USA) ehemalige Tennisspielerin

## United Nations Capital Development Fund (UNCDF)
Goodwill-Botschafter des Kapitalentwicklungsfonds der Vereinten Nationen (Stand Dezember 2022):
- Sonia Gardner (Vereinigte Staaten/Marokko), Hedgefonds-Managerin

## International Fund for Agricultural Development (IFAD)
Goodwill-Botschafter des Internationalen Fonds für landwirtschaftliche Entwicklung (Stand Dezember 2022):

### Botschafter
- Idris Elba (Großbritannien), Schauspieler und Regisseur
- Sabrina Dhowre Elba (Kanada) Schauspielerin und Modell

### Advocates
- Sherrie Silver (Großbritannien), Choreographin und Tänzerin

## United Nations Environment Programme (UNEP)
Goodwill-Botschafter des Umweltprogramms der Vereinten Nationen (Stand Dezember 2022):

### Botschafter
- Bertrand Piccard (Schweiz), Flugpionier und Psychiater
- Don Cheadle (USA), Schauspieler und Friedensaktivist
- Ellie Goulding (Großbritannien), Sängerin und Songwriterin
- Gisele Bündchen (Brasilien), Modell, Schauspielerin und Umweltaktivistin
- Ian Somerhalder (USA), Schauspieler und Umweltaktivist
- Yann Arthus-Bertrand (Frankreich), Photograph und Umweltaktivist
- Yaya Touré (Côte d’Ivoire), Fußballer
- Pavan Sukhdev (Schweiz), Finanzmanager
- Massimo Bottura (Italien), Sternekoch

### Schirmherren
- Ben Fogle (Großbritannien), Fernsehmoderator und Autor, Patron of the Wilderness conservation United Kingdom/ Europe
- Kristine Tompkins (USA), Unternehmerin, Patron of Protected Areas USA/ North America Conservationist and Former CEO, Patagonia
- Laurent Fabius (Frankreich), ehemaliger Premierminister Frankreichs, Patron of Environmental Governance France/ Europe
- Lewis Pugh (Großbritannien/Südafrika), Extremschwimmer, Patron of the Oceans United Kingdom/ Europe
- Vijay Shekhar Sharma (Indien), Unternehmer, Patron Clean Air India/ Asia & the Pacific
- Wjatscheslaw Alexandrowitsch Fetissow (Russland), ehemaliger Eishockeyspieler, Patron Polar Regions Russia/ Europe

## United Nations Development Programme (UNDP)
Goodwill-Botschafter des Entwicklungsprogramms der Vereinten Nationen (Stand Dezember 2022):
- Victoria von Schweden, Kronprinzessin
- Antonio Banderas (Spanien), Schauspieler
- Connie Britton (USA), Schauspielerin
- Iker Casillas (Spanien), Fußballspieler
- Misako Konno (Japan), Schauspielerin und Autorin
- Los Hermanos Roca (Spanien), Restaurant-Betreiber
- Nikolaj Coster-Waldau (Dänemark), Schauspieler
- Michelle Yeoh (Malaysia), Schauspielerin
- Haakon von Norwegen, Kronprinz Norwegens
- Bob Weir, (USA), Musiker
- Yemi Alade (Nigeria), Sänger, Songwriter und Schauspieler

## Joint United Nations Programmes on HIV/AIDS (UNAIDS)
Goodwill-Botschafter des Gemeinsames Programms der Vereinten Nationen für HIV/Aids (Stand Dezember 2022):
- Victoria Beckham (Großbritannien), Mode-Designerin
- Kenneth Cole (USA), Mode-Designer
- Toumani Diabaté (Mali), Musiker, Kora-Spieler
- Myung-Bo Hong (Südkorea), Fußball-Spieler
- Mette-Marit Tjessem Høiby, Kronprinzessin Norwegens, Advocate for young people living with and affected by HIV
- Aishwarya Rai Bachchan (Indien), Schauspielerin
- Stéphanie von Monaco, Mitglied der fürstlichen Familie Monacos
- Naomi Watts (Großbritannien/Australien), Schauspielerin

## Food and Agriculture Organization of the United Nations (FAO)
Goodwill-Botschafter der Ernährungs- und Landwirtschaftsorganisation der Vereinten Nationen (Stand Dezember 2022):
- Letizia von Spanien, Königin Spaniens, Ambassador for Nutrition
- Letsie III., König Lesothos, Ambassador for Nutrition
- Thomas Pesquet, Astronaut der European Space Agency (ESA)

## United Nations World Food Programme (WFP)
Goodwill-Botschafter des Welternährungsprogramms der Vereinten Nationen (Stand Dezember 2022):

### Globale Botschafter
- Kate Hudson (USA), Schauspielerin
- Gianluigi Buffon (Italien), Fußball-Torwart
- Son Heung-Min (Südkorea), Fußballer
- Michael Kors (USA), Mode-Designer
- Abel Tesfaye, auch The Weeknd (Kanada), Musiker und Schauspieler

### Advocates
- Arthur Potts Dawson (Großbritannien), Küchenchef
- Zeina Barhoum (Jordanien), Opern-Sängerin

## United Nations Entity for Gender Equality and the Empowerment of Women (UNWOMEN)
Goodwill-Botschafter von UN Women (Stand Dezember 2022):
- Danai Gurira (USA), Schauspielerin und Bühnenautorin
- Anne Hathaway (USA), Schauspielerin
- Nicole Kidman (Australien/USA), Schauspielerin
- Marta Vieira da Silva (Brasilien), Fußballspielerin
- Emma Watson (Großbritannien), Schauspielerin

## United Nations Office on Drugs and Crime (UNODC)
Goodwill-Botschafter des Büros der Vereinten Nationen für Drogen- und Verbrechensbekämpfung (Stand Dezember 2022):
- Bajrakitiyabha, Mitglied der königlichen Familie Thailands
- Mira Sorvino (USA), Schauspieler
- Nadia Murad Basee Taha (Irak), Menschenrechtsaktivist
- Piet Goddaer, auch Ozark Henry, (Belgien), Sänger und Songwriter
- Shehzad Roy (Pakistan), Sänger und Sozialarbeiter

## Ehemalige UN-Goodwill-Botschafter (Auswahl)

### UNESCO
- Montserrat Caballé
- Catherine Deneuve
- Rigoberta Menchú Tum
- Pelé
- Mstislaw Rostropowitsch
- Michael Schumacher
- Wole Soyinka
- Peter Ustinov
- Marianna Vardinogianni

### UNFPA
- Alfred Biolek, Deutschland
- Wendy Fitzwilliam, Trinidad und Tobago
- Geri Halliwell, Großbritannien

### UNHCR
- Giorgio Armani
- Angelina Jolie (USA), Schauspielerin, von 2012 bis 2022 Sondergesandte des UNHCR[14]

### UNIDO
- Peter Sutherland

### UNICEF
- Richard Attenborough  (1923–2014), britischer Schauspieler und Regisseur
- Charles Aznavour (1924–2018), armenisch-französischer Chansonnier und Filmschauspieler
- Roger Moore (1927–2017), britischer Schauspieler
- Joachim Fuchsberger (1927–2014), deutscher Schauspieler und Entertainer
- Pierre Brice (1929–2015), französischer Schauspieler
- Audrey Hepburn (1929–1993), britisch-niederländische Schauspielerin
- Christiane Hörbiger (1938–2022), österreichische Schauspielerin
- Salvatore Adamo  (* 1943), italienisch-belgischer Musiker und Sänger
- Anatoli Karpow (* 1951), russischer Schachgroßmeister
- Isabella Rossellini (* 1952), italienisch-US-amerikanische Schauspielerin
- Simon Rattle (* 1955), britischer Dirigent
- Yvonne Chaka Chaka (* 1965), südafrikanische Sängerin
- Paolo Maldini (* 1968), italienischer Fußballspieler
- Robbie Williams (* 1974), britischer Sänger und Songwriter
- Zeynab Habib (* 1975), ivorisch-beninische Sängerin
- Dirk Nowitzki (* 1978), deutscher Basketballspieler